# Chuncheon
Chuncheon (tiếng Hàn: 춘천, hanja: 春川, phiên âm Hán Việt: Xuân Xuyên) là thủ phủ của tỉnh tự trị đặc biệt Gangwon, Hàn Quốc. Thành phố nằm ở phía đông bắc của đất nước, nằm trong một lưu vực được hình thành bởi sông Soyang và sông Hán. Có một số hồ lớn xung quanh thành phố, đáng chú ý nhất là hồ Soyang và Hồ Uiam. Khu vực này nổi tiếng về hòn đảo sông nhỏ, chẳng hạn như Sangjungdo, Ha-Jungdo, đảo Bungeo, và Wido.
Ngày nay thành phố này là một điểm đến phổ biến với các khách du lịch Đông Á khi nó xuất hiện trong các bộ phim truyền hình nổi tiếng của Hàn Quốc như Bản tình ca mùa đông. Địa điểm là hòn đảo nghỉ mát Namiseom.
Chuncheon là quê hương của cựu thủ tướng Han Seung-soo, cầu thủ bóng đá Son Heung-min của câu lạc bộ Tottenham Hotspur F.C. và Đội tuyển bóng đá quốc gia Hàn Quốc, tiểu thuyết gia nổi tiếng Gim Yujeong, nhà vô địch Olympic Jin Jong-oh và thần tượng Ryujin của nhóm nhạc Itzy

## Lịch sử
Khu vực hiện thuộc thành phố hiện nay lần đầu tiên có người định cư khoảng 1000 năm trước. Vào năm 637 sau công nguyên, thành phố được gọi là Usooju. Vào năm 757, nó được đổi tên thành Saku và thay đổi một lần nữa vào năm 940 sau công nguyên với tên Chunju (춘주, 春 州) trước khi nhận tên hiện tại vào năm 1413. Năm 1896, Chuncheon trở thành thành phố thủ phủ của tỉnh Gangwon. Thành phố bị phá hủy nặng nề trong chiến tranh Triều Tiên ở trận Chuncheon.
Đập Uiam trên sông Bukhan được hoàn thành vào năm 1967. Năm 1995, thành phố Chuncheon được sáp nhập với chính quyền của quận Chuncheon xung quanh đó.

## Kinh tế
Chuncheon là trung tâm thị trường cho các sản phẩm nông nghiệp từ khu vực xung quanh. Các sản phẩm chính là gạo và đậu tương. Kể từ những năm 1960, ngành công nghiệp nhẹ đã trở thành chi phối trong thành phố. Sau thành công vang dội của bộ phim truyền hình Bản tình ca mùa đông, thành phố này cũng trở thành điểm đến du lịch lớn của Hàn Quốc (Han-ryu, 한류), thu hút du khách từ khắp Đông Á.
Legoland Hàn Quốc cũng đang được xây dựng ở Chuncheon. Legoland đầu tiên ở Đông Bắc Á, nó sẽ được xây dựng trong một mảnh đất 1,29 km vuông trên đảo Jungdo và dự kiến sẽ thu hút hơn một triệu khách du lịch khi nó mở ra. Nó sẽ là Legoland lớn nhất trên thế giới.
Có những nhà máy thủy điện ở khu vực xung quanh Chuncheon. Đập Soyang là đập cát lớn nhất ở Đông Á

## Văn hóa
Vào mùa xuân, Lễ hội Mime quốc tế Chuncheon được tổ chức, cũng như Lễ hội Nghệ thuật Mùa xuân. Vào mùa hè, Lễ hội múa rối Chuncheon diễn ra. Ngoài ra còn có lễ hội Makguksu; một món mì lạnh có nguồn gốc từ Chuncheon. Cũng được tổ chức vào mùa hè là Lễ hội Hoạt hình Quốc tế. Thành phố đã có cuộc đua marathon hàng năm từ năm 1946; Chuncheon Marathon được tổ chức vào tháng 10 hàng năm. Vào mùa đông, các lễ hội tuyết và băng được tổ chức. Hiện tại, MAC Architects-Consultants Group Ltd. (명승 건축 그룹) đang xây dựng Arcadia Thiết kế và Nghệ thuật của Myungseung ở Chuncheon.
Theo truyền thuyết bao quanh ngôi đền Cheongpyeongsa ở Chuncheon-si, một người đàn ông yêu một công chúa đến mức anh ta trở thành một con rắn và sẽ không để cô ấy yên. Khi cô cầu xin nghỉ để thu thập gạo từ đền thờ, con rắn để cô đi nhưng sau đó đi tìm cô, chỉ bị sét đánh chết. Công chúa sau đó chôn anh ta tại đền thờ.

## Ẩm thực
Thành phố này được biết đến như một trang trại nuôi gà, và nổi tiếng với món "dak galbi", được dịch là xương sườn gà. Nó bao gồm thịt gà, bắp cải thái lát, khoai lang, tteok (bánh gạo), và hành lá, trộn với nước sốt cay là Koch'uchang. Nó thường được nấu chín trong một chảo sắt lớn ở giữa bàn, nhưng phương pháp ban đầu là trên than củi. Mặc dù tên, món ăn truyền thống được làm từ thịt chân, không phải xương sườn. Thậm chí còn có một con phố trong thành phố dành riêng cho các nhà hàng phục vụ món ăn này, với khoảng 25 nhà hàng đông khách trong khu vực.
Ngoài ra, mì Makguksu nổi tiếng trong cả nước.

## Khí hậu
Chuncheon có mùa đông khô lạnh và mùa hè nóng ẩm. Nhiệt độ thấp nhất đo được là vào khoảng −27.9 °C (ngày 6 tháng 2 năm 1969), nhiệt độ cao nhất là 36.8 °C (ngày 21 tháng 7 năm 1972). Lượng mưa trung bình hàng năm là 1347.3 mm.
| Dữ liệu khí hậu của Chuncheon (1981–2010, extremes 1966–nay)                 | Dữ liệu khí hậu của Chuncheon (1981–2010, extremes 1966–nay) | Dữ liệu khí hậu của Chuncheon (1981–2010, extremes 1966–nay) | Dữ liệu khí hậu của Chuncheon (1981–2010, extremes 1966–nay) | Dữ liệu khí hậu của Chuncheon (1981–2010, extremes 1966–nay) | Dữ liệu khí hậu của Chuncheon (1981–2010, extremes 1966–nay) | Dữ liệu khí hậu của Chuncheon (1981–2010, extremes 1966–nay) | Dữ liệu khí hậu của Chuncheon (1981–2010, extremes 1966–nay) | Dữ liệu khí hậu của Chuncheon (1981–2010, extremes 1966–nay) | Dữ liệu khí hậu của Chuncheon (1981–2010, extremes 1966–nay) | Dữ liệu khí hậu của Chuncheon (1981–2010, extremes 1966–nay) | Dữ liệu khí hậu của Chuncheon (1981–2010, extremes 1966–nay) | Dữ liệu khí hậu của Chuncheon (1981–2010, extremes 1966–nay) | Dữ liệu khí hậu của Chuncheon (1981–2010, extremes 1966–nay) |
| Tháng                                                                        | 1                                                            | 2                                                            | 3                                                            | 4                                                            | 5                                                            | 6                                                            | 7                                                            | 8                                                            | 9                                                            | 10                                                           | 11                                                           | 12                                                           | Năm                                                          |
| ---------------------------------------------------------------------------- | ------------------------------------------------------------ | ------------------------------------------------------------ | ------------------------------------------------------------ | ------------------------------------------------------------ | ------------------------------------------------------------ | ------------------------------------------------------------ | ------------------------------------------------------------ | ------------------------------------------------------------ | ------------------------------------------------------------ | ------------------------------------------------------------ | ------------------------------------------------------------ | ------------------------------------------------------------ | ------------------------------------------------------------ |
| Cao kỉ lục °C (°F)                                                           | 12.7 (54.9)                                                  | 19.2 (66.6)                                                  | 23.4 (74.1)                                                  | 32.0 (89.6)                                                  | 34.0 (93.2)                                                  | 36.0 (96.8)                                                  | 36.6 (97.9)                                                  | 36.8 (98.2)                                                  | 33.0 (91.4)                                                  | 28.1 (82.6)                                                  | 24.8 (76.6)                                                  | 16.6 (61.9)                                                  | 36.8 (98.2)                                                  |
| Trung bình ngày tối đa °C (°F)                                               | 1.3 (34.3)                                                   | 5.1 (41.2)                                                   | 11.1 (52.0)                                                  | 19.1 (66.4)                                                  | 23.9 (75.0)                                                  | 27.6 (81.7)                                                  | 29.1 (84.4)                                                  | 29.8 (85.6)                                                  | 25.5 (77.9)                                                  | 19.6 (67.3)                                                  | 11.0 (51.8)                                                  | 3.8 (38.8)                                                   | 17.2 (63.0)                                                  |
| Trung bình ngày °C (°F)                                                      | −4.6 (23.7)                                                  | −1.3 (29.7)                                                  | 4.5 (40.1)                                                   | 11.6 (52.9)                                                  | 17.1 (62.8)                                                  | 21.7 (71.1)                                                  | 24.5 (76.1)                                                  | 24.6 (76.3)                                                  | 19.4 (66.9)                                                  | 12.5 (54.5)                                                  | 5.0 (41.0)                                                   | −1.7 (28.9)                                                  | 11.1 (52.0)                                                  |
| Tối thiểu trung bình ngày °C (°F)                                            | −9.9 (14.2)                                                  | −6.9 (19.6)                                                  | −1.3 (29.7)                                                  | 4.4 (39.9)                                                   | 10.8 (51.4)                                                  | 16.5 (61.7)                                                  | 20.8 (69.4)                                                  | 20.8 (69.4)                                                  | 14.8 (58.6)                                                  | 7.1 (44.8)                                                   | 0.1 (32.2)                                                   | −6.4 (20.5)                                                  | 5.9 (42.6)                                                   |
| Thấp kỉ lục °C (°F)                                                          | −25.6 (−14.1)                                                | −27.9 (−18.2)                                                | −16.2 (2.8)                                                  | −6.4 (20.5)                                                  | 1.6 (34.9)                                                   | 5.6 (42.1)                                                   | 11.7 (53.1)                                                  | 11.3 (52.3)                                                  | 1.9 (35.4)                                                   | −5.4 (22.3)                                                  | −15.8 (3.6)                                                  | −21.7 (−7.1)                                                 | −27.9 (−18.2)                                                |
| Lượng Giáng thủy trung bình mm (inches)                                      | 20.3 (0.80)                                                  | 23.8 (0.94)                                                  | 41.7 (1.64)                                                  | 62.3 (2.45)                                                  | 104.0 (4.09)                                                 | 123.1 (4.85)                                                 | 383.8 (15.11)                                                | 317.5 (12.50)                                                | 160.9 (6.33)                                                 | 44.3 (1.74)                                                  | 44.7 (1.76)                                                  | 20.9 (0.82)                                                  | 1.347,3 (53.04)                                              |
| Số ngày giáng thủy trung bình (≥ 0.1 mm)                                     | 6.8                                                          | 6.3                                                          | 7.8                                                          | 7.3                                                          | 9.1                                                          | 10.1                                                         | 15.5                                                         | 13.7                                                         | 8.2                                                          | 6.0                                                          | 7.9                                                          | 7.3                                                          | 106.0                                                        |
| Số ngày tuyết rơi trung bình                                                 | 8.8                                                          | 6.3                                                          | 3.9                                                          | 0.2                                                          | 0.0                                                          | 0.0                                                          | 0.0                                                          | 0.0                                                          | 0.0                                                          | 0.0                                                          | 1.8                                                          | 6.7                                                          | 27.7                                                         |
| Độ ẩm tương đối trung bình (%)                                               | 69.3                                                         | 65.4                                                         | 63.1                                                         | 59.2                                                         | 66.2                                                         | 71.8                                                         | 79.6                                                         | 79.8                                                         | 78.0                                                         | 75.3                                                         | 73.1                                                         | 71.7                                                         | 71.0                                                         |
| Số giờ nắng trung bình tháng                                                 | 165.7                                                        | 172.4                                                        | 197.6                                                        | 215.5                                                        | 221.3                                                        | 200.6                                                        | 144.2                                                        | 169.1                                                        | 173.8                                                        | 174.1                                                        | 141.3                                                        | 148.7                                                        | 2.124,2                                                      |
| Phần trăm nắng có thể                                                        | 54.1                                                         | 56.6                                                         | 53.3                                                         | 54.5                                                         | 50.2                                                         | 45.3                                                         | 32.1                                                         | 40.1                                                         | 46.6                                                         | 50.0                                                         | 46.4                                                         | 50.0                                                         | 47.7                                                         |
| Nguồn: Korea Meteorological Administration (percent sunshine and snowy days) |                                                              |                                                              |                                                              |                                                              |                                                              |                                                              |                                                              |                                                              |                                                              |                                                              |                                                              |                                                              |                                                              |

## Giao thông

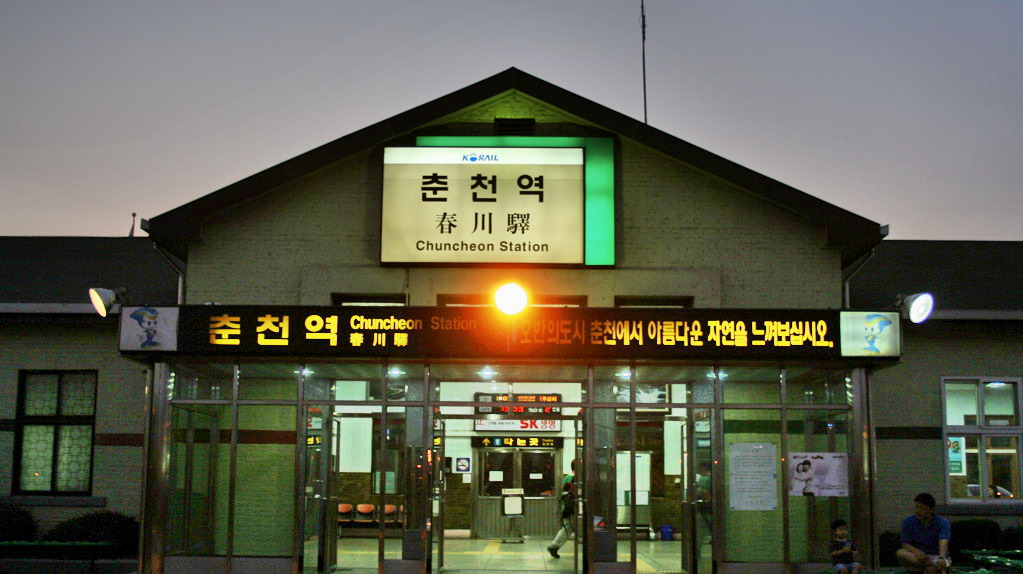
Ga Chuncheon trước khi được xây dựng lại

Tính đến tháng 6 năm 2014, có hai ga xe lửa ở khu vực ngoại ô Chuncheon: ga cuối của Tuyến Gyeongchun, Ga Chuncheon và Trạm Namchuncheon đông đúc hơn. Gimyujeong, Baegyang-ri, Gulbongsan và Gangchon nằm ở vùng nông thôn Chuncheon thu hút khách du lịch, đặc biệt là Gangchon là một trong những điểm đến giải trí yêu thích nhất cho sinh viên đại học. Đây là một chuyến tàu đi lại nhanh chóng theo hai hướng kết nối đến các ga Yongsan, Cheongnyangni và Sangbong ồ ạt ồ ạt ở Seoul. Vào ngày 21 tháng 12 năm 2010, một đường dây điện sinh đôi mới được thiết kế lại đã được xây dựng và một số trạm mới hoặc có thể chuyển đổi vẫn đang được xây dựng để thay thế các ga đã ngưng hoạt động hiện tại ở bên ngoài Chuncheon, như Cheonmasan, Sinnae và Byeollae.
Chuncheon là ga cuối phía bắc của đường cao tốc Jungang được tài trợ công khai, và là điểm đến chính của đường cao tốc tư nhân Seoul-Chuncheon, còn được gọi là đường cao tốc Gyeongchun nối với Seoul và đông Hongcheon. Bến xe buýt Chuncheon kết nối với tất cả các thành phố chính trên đất liền Hàn Quốc.
Trên đường quốc lộ, Chuncheon cũng là điểm đến chiến lược chính kết nối giữa Changwon với Cheorwon ở đường số 5, Incheon đến Goseong ở đường số 46, và Cheorwon đến Yangyang ở đường số 56.
Ngoài ra còn có các phương tiện giao thông đường sông ở Soyangho (Hồ Soyang), kết nối với đền Cheongpyeongsa (청평사, Phật giáo).